# Shmuel Kantorovitz
Shmuel Kantorovitz (* 17. September 1935) ist ein israelischer Mathematiker, der sich unter anderem mit der Spektraltheorie von Operatoren in Banachräumen befasst.

## Leben und Werk
Kantorovitz studierte von 1951 bis 1955 Mathematik an der  Hebräischen Universität Jerusalem mit dem Abschluss Master of Science und arbeitete bis 1960 als Mathematiker für die israelische Regierung. Anschließend unterrichtete er an der University of Minnesota in Minneapolis, wo er 1962 promovierte mit der Dissertation An Operational Calculus and Spectral Operators. An der Princeton University, Princeton, unterrichtete und forschte er bis 1964, danach war er bis 1967 Assistenz Professor an der Yale University in New Haven und dann bis 1970 Associate Professor an der University of Illinois, in Chicago. Hier wurde er Professor und forschte bis 1978 mit dem bereits 1961 erhaltenen National Science Foundation Forschungsstipendium. 1972 ging er als Professor an die Bar-Ilan University in Ramat Gan, Israel, wo er von 1977 bis 1979 und 1985 bis 1987 das Department of Mathematics and Computer Science leitete und 2003 emeritierte.

## Gastaufenthalte
- 1978: University of Toronto, Queen’s University und Dalhousie University, Kanada
- 1980: Mathematics Research Institute, ETH Zürich
- 1980–1981: Temple University, Philadelphia
- 1982: Mathematics Research Institute, ETH Zürich
- 1983: Purdue University, West Lafayette, Indiana
- 1986: University of Pennsylvania, Philadelphia
- 1987: Temple University, Philadelphia
- 1988: Mathematics Research Institute, ETH Zürich
- 1988: Bryn Mawr College, Bryn Mawr, Philadelphia
- 1990–1991: Ohio University, Athens, Ohio
- 1999–2000: University of Illinois, Chicago.

## Bücher und Monografien (Auswahl)
- Spectral Theory of Banach Space Operators, Lecture Notes in Math. No. 1012, Springer-Verlag, 1983, ISBN 978-3-540-12673-7
- Semigroups of Operators and Spectral Theory, Pitman Research Notes in Math. Series, No. 330, Longman, 1995
- Topics in Operator Semigroups, Progress in Mathematics No. 281, Birkhauser, Boston Basel Berlin 2010, ISBN 978-0-8176-4931-9
- Introduction to Modern Analysis, Oxford Graduate Texts in Math. No. 8, Oxford University Press, Oxford, 2003, ISBN 978-0-19-920315-4
- Real Variables, Springer, 2016, ISBN 978-3-319-27955-8

## Veröffentlichungen (Auswahl)
- A note on partial linear integral equations, Bulletin Res. Coun. Israel 7F, 1958
- Une propriete de l'approximation spherique dans un probleme d'energie minimale. Bulletin Res. Coun. Israel 7F, 1958
- The annihilator of a closed ideal in a function algebra, Bulletin Res. Coun. Israel 9F, 1960
- Operational calculus in Banach algebras for algebra-valued functions, Trans. Amer. Math. Soc. 110, 1964
- On the characterization of spectral operators, Trans. Amer. Math. Soc. 111, 1964
- The semi-simplicity manifold of arbitrary operators, Trans. Amer. Math. Soc. 123, 1966
- Local C^n-operational calculus, J. Math. and Mech. 17, 1967
- The C^k-classification of certain operators in L^p, Trans. Amer. Math. Soc. 132, 1968
- The C^k-classification of certain operators in L^p. II, Trans. Amer. Math. Soc. 146, 1969
- On the operational calculus for groups of operators, Proc. Amer. Math. Soc. 26, 1970
- Commutators, C^k-classification, and similarity of operators, Trans. Amer. Math. Soc. 156, 1971
- Formule exponentielle pour les element Volterra d'une algebre de Banach, C.R. Acad. Sc. Paris 274, 1972
- Spectral equivalence and Volterra elements, Indiana Univ. Math. J. 22, 1973
- Commutation de Heisenberg-Volterra et similarite de certaines perturbations, C.R. Acad. Sc. Paris 276, 1973
- Characterization of C^n-operators, Indiana Univ. Math. J. 25,1976
- Similarity of certain operators in l^p, Proc. Amer. Math. Soc 67, 1977
- Intertwining certain operators in l^p, J. London Math. Soc. (2) 16, 1977
- Characterization of unbounded scalar-type operators with spectrum in a half-line, Comm. Math. Helv. 56, 1981
- Spectrality criteria for unbounded operators with real spectrum, Math. Ann.256, 1981
- mit Rhonda Hughes: Similarity of Certain Singular Perturbations in Banach Space, Proceedings of the London Mathematical Society 42, 1981
- Volterra systems of operators, J. Math Anal. and Appl. 133, 1988
- The Hille-Yosida space of an arbitrary operator, J. Math. Anal. and Appl. 136, 1988
- Examples on similarity in L^p, J. Math. Anal. and Appl. 180, 1993
- C^n-operational calculus, non-commutative Taylor formula, and perturbation of semigroups, J. Functional Anal. 113, 1993
- Sur le calcul fonctionnel dans les algebres de Banach, C.R. Acad. Sc. Paris 317, 1993
- On Liu’s analyticity criterion for semigroups, Semigroup Forum 53, 1996
- Analytic families of semigroups, Semigroup Forum 54, 1997
- Renorming method in spectral theory, Dynamics of Cont., Discrete and Impulsive Systems 6, 1999
- Asymptotics of analytic semigroups, Semigroup Forum 62, 2001
- Asymptotics of analytic semigroups. II, Semigroup Forum 68, 2004
- Asymptotics of resolvent iterates for abstract potentials, Semigroup Forum 68, 2004
- Cauchy estimates for the operational calculus, Int. J. Pure Appl. Math. 21, 2005
- Generators of regular semigroups, Glasgow Math. J. 50, 2008
- Similarity of operators associated with the Volterra relation, Semigroup Forum 78, 2009
- Compact commutators of the Cauchy transform, Acta Sci. Math. (Szeged), 76, 2010
- Characterization of the Volterra operator and the Riemann-Liouville semigroup, Acta Sci. Math. (Szeged), 80, 2014
- Characterization of the Gamma semigroup, Semigroup Forum 95, 2017